# Echtzeit (Literatur und Film)
Unter Echtzeit versteht man sowohl in der Literatur (vor allem in Bezug auf Romane) als auch im Film die Übereinstimmung der dargestellten Zeitdauer mit der Erzähldauer. Benötigt man demnach gleich viel Zeit um eine Buchpassage zu lesen bzw. eine Filmsequenz anzusehen, wie die dargestellten Szenen selbst dauern, sind die betreffenden Textstellen bzw. Filmszenen in Echtzeit erzählt.
Wenn im Fernsehen die Episode einer Echtzeitserie eine Länge von 60 Minuten hat, spielt sich auch die Handlung in genau dieser Zeit ab. Werbeunterbrechungen sind dabei manchmal mit eingerechnet, weshalb das eigentliche Filmmaterial (z. B. auf DVD) kürzer sein kann.
Um eine exakte Darstellung in Echtzeit zu erreichen, sind Einschränkungen in der Erzählweise in Kauf zu nehmen. Schauplatzwechsel der Protagonisten sind erschwert. In der Literatur gelten als bekannte Beispiele Ulysses von James Joyce, Lieutenant Gustl und Fräulein Else von Arthur Schnitzler. Bei den Filmen zählen dazu Cocktail für eine Leiche, Zwölf Uhr mittags, Lola rennt, Gegen die Zeit oder 88 Minuten dazu. Auch Dr. Seltsam oder: Wie ich lernte, die Bombe zu lieben spielt im Wesentlichen in Echtzeit. Wirkliche Echtzeitfilme ohne Schnitt sind Timecode und Victoria.
Die bislang populärste Echtzeitserie ist die Thrillerserie 24 mit Kiefer Sutherland in der Hauptrolle. Weitere Beispiele sind Allein gegen die Zeit (Kinderserie, 2009–2011), die nach dem Vorbild von 24 entstand, und The Royle Family (Sitcom, 1998–2000).
Neben Spielfilmen und Fernsehserien gibt es auch TV-Dokumentationen in Echtzeit. So erzählte 24h Berlin – Ein Tag im Leben einen kompletten Tag in der deutschen Hauptstadt. Dutzende Kamerateams begleiteten am 5. September 2008 den Alltag von mehr als 50 Protagonisten, das entstandene Material wurde zu einem 24-stündigen Echtzeit-Film montiert und auf die Minute genau ein Jahr nach der Aufnahme ausgestrahlt.